# Repubblica Socialista Sovietica Autonoma di Carelia
La Repubblica socialista sovietica autonoma di Carelia (in russo Карельская Автономная Советская Социалистическая Республика?, Karel'skaja Avtonomnaja Sovetskaja Socialističeskaja Respublika; in finlandese Karjalan autonominen sosialistinen neuvostotasavalta) o RSSAC fu una Repubblica autonoma dell'Unione Sovietica, istituita nel 1923 e sciolta nel 1940, quando fu unita alla Repubblica Democratica Finlandese per formare la RSS Carelo-Finlandese, che ebbe lo status di Repubblica autonoma dell'Unione Sovietica. 

## Storia
La RSSA di Carelia venne istituita nel 1923. Allo scoppio della seconda guerra mondiale, i sovietici invadono la Finlandia proprio per strapparle la Carelia occidentale, allora sotto il controllo di Helsinki. Con la firma della pace di Mosca i finlandesi sono costretti a cedere tutta la Carelia occidentale, compresa la capitale Viipuri (Vyborg), che viene così unita alla RSSA Careliana. Dopo l'entrata in guerra al fianco della Germania nazista, la Finlandia riconquista temporaneamente i territori perduti, ma nel 1944 i sovietici respinsero definitivamente le forze armate finniche. L'anno seguente, in un'opera di mirata russificazione, la parte occidentale della Carelia, compresa Vyborg, venne annesso all'oblast' di Leningrado. Nel 1956 la RSS Carelo-Finlandese venne retrocessa a repubblica autonoma.

## Popolazione
Nel 1989 su 792 000 abitanti il 71% era di etnia russa, il 14% finlandese, l'8% bielorussa, il 3% ucraina ed il restante 4% era composto da altre etnie.